# Шоломниця білувата
Шоломниця білувата (Scutellaria albida) — вид квіткових рослин родини глухокропивових (Lamiaceae).

## Біоморфологічна характеристика
Це темно-зелена багаторічна рослина 20–100 см. Стебла зазвичай розгалужені, густо запушені притиснутими волосками, під суцвіттям залозисті. Листки 20–30 × 15–20 мм, трикутно-яйцюваті, серцеподібні, грубо городчасті, тупі, притиснуто-запушені. Суцвіття розгалужене, вісь залозисто-запушена і густо запушена. Віночок жовтувато-білий, білий, кремовий чи брудно-ліловий, 12–19 мм, нижня губа зазвичай з фіолетовими чи пурпуровими прожилками.

## Поширення
Південь Європи (Італія, колишня Югославія, Греція, Болгарія, Румунія, Крим), захід Азії (Іран, Ірак, Південний Кавказ, Туреччина [у т. ч. європейська]).
В Україні вид зростає у лісах — у гірському Криму (під Ялтою, Верхня Масандра, гора Ай-Петрі), зрідка.

## Використання
Рослину збирають з дикої природи для місцевого використання як ліки. Це заспокійливий, нервово-зміцнювальний і спазмолітичний засіб. Рослина містить флавоноїдний глікозид скутелларин і багато інших флавонів. Застосовується в основному як тонізувальний і заспокійливий засіб для нервів під час стресу. Також має специфічне застосування для лікування судом, істерії та епілепсії.